# Santos João Evangelista e Petrônio (título cardinalício)
Santos João Evangelista e Petrônio (em latim, Ss. Ioannis Evangelistae et Petronii) é um título cardinalício instituído em 25 de maio de 1985 pelo Papa João Paulo II. Sua igreja titular é Santi Giovanni Evangelista e Petronio dei Bolognesi.

## Titulares protetores
- Giacomo Biffi (1985-2015)
- Baltazar Henrique Porras Cardozo (desde 2016)